# West Wretham
West Wretham var en civil parish fram till 1935 när det uppgick i Wretham, i grevskapet Norfolk, i England. Civil parish var belägen 9 km från Thetford och hade 147 invånare år 1931.